# Spirorbis medius
Spirorbis medius är en ringmaskart som beskrevs av Pixell 1912. Spirorbis medius ingår i släktet Spirorbis och familjen Serpulidae. Inga underarter finns listade i Catalogue of Life.